# سيمون سبنسر
سيمون سبنسر (بالإنجليزية: Simon Spencer)‏ (10 سبتمبر 1976 في المملكة المتحدة - ) هو لاعب كرة قدم بريطاني في مركز الدفاع. شارك مع منتخب إنجلترا تحت 16 سنة لكرة القدم ومنتخب إنجلترا تحت 18 سنة لكرة القدم. أما مع النوادي، فقد لعب مع توتنهام هوتسبير ونادي برينتفورد ويوفل تاون وبيليريكاي تاون وإغهم تاون ‏.

## وصلات خارجية
- سيمون سبنسر على موقع قاعدة بيانات كرة القدم.إي يو (الإنجليزية)
- سيمون سبنسر على موقع Soccerbase.com (لاعب) (الإنجليزية)